# Frostpunk
Frostpunk ist ein Computer-Strategiespiel von 11 Bit Studios. Es handelt sich um eine Kombination einer Städtebau-Simulation mit einem Survival-Spiel, die am 24. April 2018 für Microsoft Windows veröffentlicht und innerhalb von drei Tagen über 250.000 Mal verkauft wurde. Am 10. Oktober 2019 erschien das Spiel für PlayStation 4 und Xbox One und am 24. Februar 2021 für macOS. Darüber hinaus existiert ein gleichnamiges Brettspiel. Am 20. September 2024 erschien der Nachfolger Frostpunk 2.

## Handlung
In einer alternativen Zeitlinie kommt es ab dem Jahr 1886 aus nicht völlig geklärten Umständen (vermutet wird ein globaler vulkanischer Winter) zu einer drastischen Abkühlung des Weltklimas. Während durch Kälte und Missernten Millionen Menschen sterben und die Welt im Chaos versinkt, entsenden verschiedene Nationen (in der Spielhandlung das Britische Kaiserreich) Expeditionen in die Arktis, wo aufgrund der reichen Kohlevorkommen neue Siedlungen zum Überleben der Menschheit errichtet werden sollen.

## Spielprinzip
Ein gigantischer, Wärme und Dampfenergie spendender Kohle-Generator steht im Mittelpunkt sowohl der Spielmechanik als auch der Siedlung selbst, deren Leitung der Spieler (im Spiel „Captain“ genannt) übernimmt. Da die Temperaturen immerzu weiter sinken, müssen laufend neue Technologien erforscht und Ressourcen erschlossen werden um ein Überleben der Gemeinschaft zu sichern. Das Spiel generiert dabei immer wieder moralisch schwierige Situationen, deren Entscheidungen oft negative Auswirkungen auf einzelne Individuen oder die gesamte Siedlung haben. Mittels verschiedener Gesetze wie z. B. dem Bau eines Wirtshauses oder eines Pflegeheims kann die Stimmung der Bevölkerung auch positiv beeinflusst werden. Übersteigt die Unzufriedenheit der Bewohner jedoch aufgrund von Hunger, Kälte oder Krankheit ein gewisses Maß, wird der „Captain“ aus der Siedlung in die Kälte verbannt und das Spiel ist verloren.

## Produktion und Veröffentlichung
Das Spiel wurde erstmals im August 2016 angekündigt und sollte eigentlich im dritten Quartal von 2017 erscheinen. Stattdessen verschob sich der Veröffentlichungstag auf den 24. April 2018. Entwickelt wurde das Spiel von den 11 Bit Studios, die bereits für das Spiel This War of Mine bekannt sind.
Die Produktion kostete über 10 Mio. Złoty (etwa 2,3 Mio. €), das Geld wurde nach weniger als drei Tagen im Verkauf wieder eingespielt. Das Spiel erschien am 10. Oktober 2019 ebenfalls für die Xbox One und PlayStation 4. Nach dem erfolgreichen Verkaufsstart versprach das Studio kostenlose Inhaltsupdates bereitzustellen. Dies geschah bereits mehrfach. In einem dieser Updates (1.3.2) wurde unter anderem ein Endlosmodus hinzugefügt.
Zum Spiel sind drei kostenpflichtige Erweiterungen erschienen, die auch über einen Season Pass erworben werden können und zusammen mit dem Hauptspiel Teil der Game of the Year Edition sind:
- Die Gräben (The Rifts)
- Der letzte Herbst (The Last Autumn)
- Auf Messers Schneide (On the Edge)

Am 12. August 2021 wurde der Nachfolger Frostpunk 2 angekündigt. Das Spiel soll 2024 erscheinen.

## Rezeption
Von der Presse wurde Frostpunk überwiegend positiv aufgenommen (Metacritic: 84/100 Punkte); dabei wurde allerdings die fehlende Langzeitmotivation bemängelt. Gelobt wird unter anderem die frostige und düstere Eiszeit-Endzeit- und Steampunk-Atmosphäre des Spiels und die Spielmechaniken, die einen dazu verleiten, strategisch die menschliche Existenz zu sichern. Ebenfalls positiv hervorgehoben wurden die Mischung von Management, Politik, Survival und Forschung und eine dynamische Gesellschaft und Spielwelt. Auch die moralischen Konflikte, mit denen der Spieler konfrontiert wird, und Konsequenzen mit sich ziehen, werden von der Presse gelobt. Spieler, die umfangreiche und ausufernde Bau- und Erweiterungsmöglichkeiten und Auseinandersetzungen mit anderen Nationen suchen, sind bei dem Spiel aber falsch. Kritisiert werden außerdem der begrenzte Bauplatz und noch einige Unstimmigkeiten und Unübersichtlichkeiten. Auf Steam liegen die positiven Nutzerbewertungen bei 91 Prozent.
Die Bundesstelle für die Positivprädikatisierung von Computer- und Konsolenspielen hat für Frostpunk eine Empfehlung ausgesprochen. Gelobt wurde aus pädagogischer Perspektive unter anderem, dass das Spiel zur Reflexion über eigene Werte anrege, Nachhaltigkeit als zentrale Spielmechanik nutze sowie über das fiktionale Setting zeitaktuelle Fragen (wie zum Beispiel Klimawandel, Flüchtlinge, …) behandele.

### Verkaufszahlen
Bereits nach drei Tagen wurde das Spiel über 250.000 Mal verkauft. Bis April 2021 wurden mehr als drei Millionen Exemplare verkauft.